# Kanton Fouesnant
Der Kanton Fouesnant (bretonisch Kanton Fouenant) ist seit 1790 ein französischer Wahlkreis im Arrondissement Quimper, im Département Finistère und in der Region Bretagne; sein Hauptort ist Fouesnant.

## Geschichte
Der Kanton entstand am 15. Februar 1790. Von 1801 bis 2015 gehörten sieben Gemeinden zum Kanton Fouesnant. Mit der Neuordnung der Kantone in Frankreich stieg die Zahl der Gemeinden 2015 auf 8. Zu den bisherigen Gemeinden des alten Kantons Fouesnant kam noch 1 Gemeinde des Kantons Quimper-2 hinzu.  

## Lage
Der Kanton liegt im Süden des Départements Finistère. 

## Gemeinden
Der Kanton besteht aus acht Gemeinden mit insgesamt 37.849 Einwohnern (Stand: 1. Januar 2022) auf einer Gesamtfläche von 170,12 km²:
| Gemeinde           | Bretonisch         | Einwohner (2022) | Fläche (km²) | Code postal | Code Insee |
| ------------------ | ------------------ | ---------------- | ------------ | ----------- | ---------- |
| Bénodet            | Benoded            | 3.878            | 10,53        | 29950       | 29006      |
| Clohars-Fouesnant  | Kloar-Fouenant     | 2.152            | 13,02        | 29950       | 29032      |
| Ergué-Gabéric      | An Erge-Vras       | 8.576            | 39,87        | 29500       | 29051      |
| Fouesnant          | Fouenant           | 10.204           | 32,76        | 29170       | 29058      |
| Gouesnach          | Gouesnach          | 2.765            | 17,07        | 29950       | 29060      |
| La Forêt-Fouesnant | Ar Forest-Fouenant | 3.485            | 18,53        | 29940       | 29057      |
| Pleuven            | Plunenn            | 3.298            | 13,69        | 29170       | 29161      |
| Saint-Évarzec      | Sant-Evarzeg       | 3.491            | 24,65        | 29170       | 29247      |
| Kanton Fouesnant   | Fouenant           | 37.849           | 170,12       | -           | 2911       |

### Kanton Fouesnant bis 2015
Bis 2015 bestand der Kanton aus sieben Gemeinden auf einer Fläche von 130,25 km²: Bénodet, Clohars-Fouesnant, La Forêt-Fouesnant, Fouesnant (Hauptort), Gouesnach,  Pleuven und Saint-Évarzec.

## Bevölkerungsentwicklung
| 1962   | 1968   | 1975   | 1982   | 1990   | 1999   | 2006   | 2012   |
| ------ | ------ | ------ | ------ | ------ | ------ | ------ | ------ |
| 11.321 | 11.552 | 13.984 | 16.447 | 19.336 | 22.424 | 26.263 | 26.944 |